# Für Elise (regény)
A Für Elise Szabó Magda regénye, egy kétkötetesre tervezett mű első része, amely 2002-ben jelent meg először az Európa Könyvkiadónál, a szerző 85. születésnapjára. A könyv hihetetlen sikert aratott, mintegy százezer példányban elkelt és az irodalmi lapok is több tucat kritikát közöltek róla, számos nyelvre lefordították.
A regény címe Beethoven parányi mesterművére utal, melynek nincs szövege.
Dódi és Cili, azaz Szabó Magda és szülei által örökbe fogadott testvére: Bogdán Cecilia 1917 és 1935 közötti életét kísérhetjük nyomon a Trianon utáni Magyarország sajátos történelmi és társadalmi körülményei közepette, Debrecen városában. Ők dúdolják a dallamot gyermekkoruk során, különféle helyzetekben ezáltal felkészülve az élet bonyodalmaira.
Dódi, vagyis Szabó Magda, nem írja meg azt a pár sornyi szöveget Beethoven szerzeményéhez (Für Elise), amit annyira kért tőle testvére, viszont ír egy regényt, nagyrészt Cili kedvéért, az ő emlékére, és persze azért, mert „az élet kilencedik évtizedében elkerülhetetlen a múló idővel való szembenézés.” (Sz. M.)

## Valóság és fikció a műben
A regény az életmű nyíltan önéletrajzi vonulatához tartozik, az írónő gyerek- és ifjúkorát meséli el. S bár az írónő elbeszélése az olvasóban teljesen egészében a valóságot eleveníti fel, mégis sokak megkérdőjelezik Cili létezését, hiszen többi önéletrajzi művében nem jelenik meg, ráadásul interjúk során maga az írónő is kétértelműen utal Cili valóságosságára.
Ezért nem memoár, inkább fél-fikciós regény (a valóságos életeseményeket és gondolatokat az írónő részben fikciós környezetben helyezi el).
A Für Elise rokonságot mutat a tudatregényekkel, az elbeszélő szemszögéből mutatja be/értelmezi az eseményeket. A szubjektív időt ábrázolja, narrátor/írónő hőse előre- és hátracikázik az időben, az emlékezés logikája (vagy logikátlansága) szerint. Az időbeli (többnyire) előreutalások egyszersmind feszültséget és várakozást ébresztenek az olvasóban. 

### Dódi és Cili kapcsolata
A trianoni árva, Bogdán Cecília alakja távolítja el az olvasót leginkább a szigorúan vett önéletrajziságtól, hiszen ilyen nevű féltestvére nem volt Szabó Magdának. Kutatások és az írónő által adott interjúk alapján a másutt Mikes Editként felfedett gyermekkori barátnő (akit egy interjúban nevelt testvéreként említ) lehet Cili alakjának az eredete.
Cili megjelenésének különböző okai lehetnek: lehetőséget ad a trianoni probléma felvetésére és megvitatására, illetve Cili Szabó Magda személyiségének ellentéteként jelenik meg, amit többször hangsúlyoz is az írónő. („Cili én vagyok, sokféle önmagam", avagy „ketten alkotunk reális egészet", „Valami misztikus egymásra ismerésben váltunk ikerpárrá, zavart boldogsággal kapaszkodtunk össze, mert mindketten mást akartunk, mint amit éltünk”).
Az elbeszélő és Cili két különféle személyiség, különféle nézet. Cilit az „elsődleges jóság”, a szeretet, a belenyugvó passzivitás jellemzi, a fiatal Magdolnát pedig a műveltség, a képzelet és az alkotó aktivitás.
Cili „biedermeier jelenség" (biedermeier ágyat is kap ajándékba!), mindenki azonnal megszereti, az írónő viszont állandóan összeütközésbe kerül a családon kívüli nevelőivel, bár mindig megtalálja azokat, akik a bolondos és fantáziadús személye segítségére sietnek.
Cili rövid élete igazi tragédiában végződik: egy hozzá hasonló helyzetű kiszolgáltatott fiúba, úgy nevezett Textorba szeretett bele, azonban körülményeik miatt mégis egy idős olasz karmesterhez (Tonellihez) ment feleségül, majd az olvasó számára tisztázatlan halála lesz Szabó Magda örök szomorúsága.

## A regény befejezése
A történet nincs igazán befejezve, ennek több oka van, az egyik, hogy Szabó Magda tervezte a regény folytatását, ami azonban sosem következett be, a másik pedig, hogy maga ez a befejezetlenség egy feszültségkeltő eszköz, hiszen több utalás van Cili sorsára, de sosem tudjuk meg mi is történt vele, és miért. Ez a lezáratlanság a könyv  több elemét érthetetlenné, várakozóvá teszi.